# Chiquito de la Calzada
Gregorio Sánchez Fernández (Málaga, 28 de maio de 1932 — 11 de novembro de 2017) foi um humorista, cantor de flamenco e ator andaluz conhecido como Chiquito de la Calzada.
Começou a sua carreira como cantor flamenco aos 8 anos e trabalhou em vários teatros e shows na Espanha e no Japão. Tornou-se muito popular graças ao programa de comédia Genio y figura (Antena 3, 1994).

## Filmografia
- Spanish Movie, 2009.
- Franky Banderas, 2003;
- El oro de Moscú, 2002;
- Papá Piquillo, 1998;
- Señor alcalde, TV, 1998
- Brácula: Condemor II, 1997;
- Aquí llega Condemor, el pecador de la pradera, 1996